# 1669
Portal Geschichte | Portal Biografien | Aktuelle Ereignisse | Jahreskalender | Tagesartikel

◄ |
16. Jahrhundert |
17. Jahrhundert
| 18. Jahrhundert | ►

◄ |
1630er |
1640er |
1650er |
1660er
| 1670er | 1680er | 1690er | ►

◄◄ |
◄ |
1665 |
1666 |
1667 |
1668 |
1669
| 1670 | 1671 | 1672 | 1673 | ► | ►►
Staatsoberhäupter  · Nekrolog   · Musikjahr
| Januar | Januar | Januar | Januar | Januar | Januar | Januar | Januar |
| Kw     | Mo     | Di     | Mi     | Do     | Fr     | Sa     | So     |
| ------ | ------ | ------ | ------ | ------ | ------ | ------ | ------ |
| 1      |        | 1      | 2      | 3      | 4      | 5      | 6      |
| 2      | 7      | 8      | 9      | 10     | 11     | 12     | 13     |
| 3      | 14     | 15     | 16     | 17     | 18     | 19     | 20     |
| 4      | 21     | 22     | 23     | 24     | 25     | 26     | 27     |
| 5      | 28     | 29     | 30     | 31     |        |        |        |

| Februar | Februar | Februar | Februar | Februar | Februar | Februar | Februar |
| Kw      | Mo      | Di      | Mi      | Do      | Fr      | Sa      | So      |
| ------- | ------- | ------- | ------- | ------- | ------- | ------- | ------- |
| 5       |         |         |         |         | 1       | 2       | 3       |
| 6       | 4       | 5       | 6       | 7       | 8       | 9       | 10      |
| 7       | 11      | 12      | 13      | 14      | 15      | 16      | 17      |
| 8       | 18      | 19      | 20      | 21      | 22      | 23      | 24      |
| 9       | 25      | 26      | 27      | 28      |         |         |         |

| März | März | März | März | März | März | März | März |
| Kw   | Mo   | Di   | Mi   | Do   | Fr   | Sa   | So   |
| ---- | ---- | ---- | ---- | ---- | ---- | ---- | ---- |
| 9    |      |      |      |      | 1    | 2    | 3    |
| 10   | 4    | 5    | 6    | 7    | 8    | 9    | 10   |
| 11   | 11   | 12   | 13   | 14   | 15   | 16   | 17   |
| 12   | 18   | 19   | 20   | 21   | 22   | 23   | 24   |
| 13   | 25   | 26   | 27   | 28   | 29   | 30   | 31   |

| April | April | April | April | April | April | April | April |
| Kw    | Mo    | Di    | Mi    | Do    | Fr    | Sa    | So    |
| ----- | ----- | ----- | ----- | ----- | ----- | ----- | ----- |
| 14    | 1     | 2     | 3     | 4     | 5     | 6     | 7     |
| 15    | 8     | 9     | 10    | 11    | 12    | 13    | 14    |
| 16    | 15    | 16    | 17    | 18    | 19    | 20    | 21    |
| 17    | 22    | 23    | 24    | 25    | 26    | 27    | 28    |
| 18    | 29    | 30    |       |       |       |       |       |

| Mai | Mai | Mai | Mai | Mai | Mai | Mai | Mai |
| Kw  | Mo  | Di  | Mi  | Do  | Fr  | Sa  | So  |
| 18  |     |     | 1   | 2   | 3   | 4   | 5   |
| 19  | 6   | 7   | 8   | 9   | 10  | 11  | 12  |
| 20  | 13  | 14  | 15  | 16  | 17  | 18  | 19  |
| 21  | 20  | 21  | 22  | 23  | 24  | 25  | 26  |
| 22  | 27  | 28  | 29  | 30  | 31  |     |     |
| --- | --- | --- | --- | --- | --- | --- | --- |

| Juni | Juni | Juni | Juni | Juni | Juni | Juni | Juni |
| Kw   | Mo   | Di   | Mi   | Do   | Fr   | Sa   | So   |
| ---- | ---- | ---- | ---- | ---- | ---- | ---- | ---- |
| 22   |      |      |      |      |      | 1    | 2    |
| 23   | 3    | 4    | 5    | 6    | 7    | 8    | 9    |
| 24   | 10   | 11   | 12   | 13   | 14   | 15   | 16   |
| 25   | 17   | 18   | 19   | 20   | 21   | 22   | 23   |
| 26   | 24   | 25   | 26   | 27   | 28   | 29   | 30   |

| Juli | Juli | Juli | Juli | Juli | Juli | Juli | Juli |
| Kw   | Mo   | Di   | Mi   | Do   | Fr   | Sa   | So   |
| ---- | ---- | ---- | ---- | ---- | ---- | ---- | ---- |
| 27   | 1    | 2    | 3    | 4    | 5    | 6    | 7    |
| 28   | 8    | 9    | 10   | 11   | 12   | 13   | 14   |
| 29   | 15   | 16   | 17   | 18   | 19   | 20   | 21   |
| 30   | 22   | 23   | 24   | 25   | 26   | 27   | 28   |
| 31   | 29   | 30   | 31   |      |      |      |      |

| August | August | August | August | August | August | August | August |
| Kw     | Mo     | Di     | Mi     | Do     | Fr     | Sa     | So     |
| ------ | ------ | ------ | ------ | ------ | ------ | ------ | ------ |
| 31     |        |        |        | 1      | 2      | 3      | 4      |
| 32     | 5      | 6      | 7      | 8      | 9      | 10     | 11     |
| 33     | 12     | 13     | 14     | 15     | 16     | 17     | 18     |
| 34     | 19     | 20     | 21     | 22     | 23     | 24     | 25     |
| 35     | 26     | 27     | 28     | 29     | 30     | 31     |        |

| September | September | September | September | September | September | September | September |
| Kw        | Mo        | Di        | Mi        | Do        | Fr        | Sa        | So        |
| --------- | --------- | --------- | --------- | --------- | --------- | --------- | --------- |
| 35        |           |           |           |           |           |           | 1         |
| 36        | 2         | 3         | 4         | 5         | 6         | 7         | 8         |
| 37        | 9         | 10        | 11        | 12        | 13        | 14        | 15        |
| 38        | 16        | 17        | 18        | 19        | 20        | 21        | 22        |
| 39        | 23        | 24        | 25        | 26        | 27        | 28        | 29        |
| 40        | 30        |           |           |           |           |           |           |

| Oktober | Oktober | Oktober | Oktober | Oktober | Oktober | Oktober | Oktober |
| Kw      | Mo      | Di      | Mi      | Do      | Fr      | Sa      | So      |
| ------- | ------- | ------- | ------- | ------- | ------- | ------- | ------- |
| 40      |         | 1       | 2       | 3       | 4       | 5       | 6       |
| 41      | 7       | 8       | 9       | 10      | 11      | 12      | 13      |
| 42      | 14      | 15      | 16      | 17      | 18      | 19      | 20      |
| 43      | 21      | 22      | 23      | 24      | 25      | 26      | 27      |
| 44      | 28      | 29      | 30      | 31      |         |         |         |

| November | November | November | November | November | November | November | November |
| Kw       | Mo       | Di       | Mi       | Do       | Fr       | Sa       | So       |
| -------- | -------- | -------- | -------- | -------- | -------- | -------- | -------- |
| 44       |          |          |          |          | 1        | 2        | 3        |
| 45       | 4        | 5        | 6        | 7        | 8        | 9        | 10       |
| 46       | 11       | 12       | 13       | 14       | 15       | 16       | 17       |
| 47       | 18       | 19       | 20       | 21       | 22       | 23       | 24       |
| 48       | 25       | 26       | 27       | 28       | 29       | 30       |          |

| Dezember | Dezember | Dezember | Dezember | Dezember | Dezember | Dezember | Dezember |
| Kw       | Mo       | Di       | Mi       | Do       | Fr       | Sa       | So       |
| -------- | -------- | -------- | -------- | -------- | -------- | -------- | -------- |
| 48       |          |          |          |          |          |          | 1        |
| 49       | 2        | 3        | 4        | 5        | 6        | 7        | 8        |
| 50       | 9        | 10       | 11       | 12       | 13       | 14       | 15       |
| 51       | 16       | 17       | 18       | 19       | 20       | 21       | 22       |
| 52       | 23       | 24       | 25       | 26       | 27       | 28       | 29       |
| 1        | 30       | 31       |          |          |          |          |          |

| Januar | Januar | Januar | Januar | Januar | Januar | Januar | Januar |
| Kw     | Mo     | Di     | Mi     | Do     | Fr     | Sa     | So     |
| ------ | ------ | ------ | ------ | ------ | ------ | ------ | ------ |
| 1      |        | 1      | 2      | 3      | 4      | 5      | 6      |
| 2      | 7      | 8      | 9      | 10     | 11     | 12     | 13     |
| 3      | 14     | 15     | 16     | 17     | 18     | 19     | 20     |
| 4      | 21     | 22     | 23     | 24     | 25     | 26     | 27     |
| 5      | 28     | 29     | 30     | 31     |        |        |        |

| Februar | Februar | Februar | Februar | Februar | Februar | Februar | Februar |
| Kw      | Mo      | Di      | Mi      | Do      | Fr      | Sa      | So      |
| ------- | ------- | ------- | ------- | ------- | ------- | ------- | ------- |
| 5       |         |         |         |         | 1       | 2       | 3       |
| 6       | 4       | 5       | 6       | 7       | 8       | 9       | 10      |
| 7       | 11      | 12      | 13      | 14      | 15      | 16      | 17      |
| 8       | 18      | 19      | 20      | 21      | 22      | 23      | 24      |
| 9       | 25      | 26      | 27      | 28      |         |         |         |

| März | März | März | März | März | März | März | März |
| Kw   | Mo   | Di   | Mi   | Do   | Fr   | Sa   | So   |
| ---- | ---- | ---- | ---- | ---- | ---- | ---- | ---- |
| 9    |      |      |      |      | 1    | 2    | 3    |
| 10   | 4    | 5    | 6    | 7    | 8    | 9    | 10   |
| 11   | 11   | 12   | 13   | 14   | 15   | 16   | 17   |
| 12   | 18   | 19   | 20   | 21   | 22   | 23   | 24   |
| 13   | 25   | 26   | 27   | 28   | 29   | 30   | 31   |

| April | April | April | April | April | April | April | April |
| Kw    | Mo    | Di    | Mi    | Do    | Fr    | Sa    | So    |
| ----- | ----- | ----- | ----- | ----- | ----- | ----- | ----- |
| 14    | 1     | 2     | 3     | 4     | 5     | 6     | 7     |
| 15    | 8     | 9     | 10    | 11    | 12    | 13    | 14    |
| 16    | 15    | 16    | 17    | 18    | 19    | 20    | 21    |
| 17    | 22    | 23    | 24    | 25    | 26    | 27    | 28    |
| 18    | 29    | 30    |       |       |       |       |       |

| Mai | Mai | Mai | Mai | Mai | Mai | Mai | Mai |
| Kw  | Mo  | Di  | Mi  | Do  | Fr  | Sa  | So  |
| 18  |     |     | 1   | 2   | 3   | 4   | 5   |
| 19  | 6   | 7   | 8   | 9   | 10  | 11  | 12  |
| 20  | 13  | 14  | 15  | 16  | 17  | 18  | 19  |
| 21  | 20  | 21  | 22  | 23  | 24  | 25  | 26  |
| 22  | 27  | 28  | 29  | 30  | 31  |     |     |
| --- | --- | --- | --- | --- | --- | --- | --- |

| Juni | Juni | Juni | Juni | Juni | Juni | Juni | Juni |
| Kw   | Mo   | Di   | Mi   | Do   | Fr   | Sa   | So   |
| ---- | ---- | ---- | ---- | ---- | ---- | ---- | ---- |
| 22   |      |      |      |      |      | 1    | 2    |
| 23   | 3    | 4    | 5    | 6    | 7    | 8    | 9    |
| 24   | 10   | 11   | 12   | 13   | 14   | 15   | 16   |
| 25   | 17   | 18   | 19   | 20   | 21   | 22   | 23   |
| 26   | 24   | 25   | 26   | 27   | 28   | 29   | 30   |

| Juli | Juli | Juli | Juli | Juli | Juli | Juli | Juli |
| Kw   | Mo   | Di   | Mi   | Do   | Fr   | Sa   | So   |
| ---- | ---- | ---- | ---- | ---- | ---- | ---- | ---- |
| 27   | 1    | 2    | 3    | 4    | 5    | 6    | 7    |
| 28   | 8    | 9    | 10   | 11   | 12   | 13   | 14   |
| 29   | 15   | 16   | 17   | 18   | 19   | 20   | 21   |
| 30   | 22   | 23   | 24   | 25   | 26   | 27   | 28   |
| 31   | 29   | 30   | 31   |      |      |      |      |

| August | August | August | August | August | August | August | August |
| Kw     | Mo     | Di     | Mi     | Do     | Fr     | Sa     | So     |
| ------ | ------ | ------ | ------ | ------ | ------ | ------ | ------ |
| 31     |        |        |        | 1      | 2      | 3      | 4      |
| 32     | 5      | 6      | 7      | 8      | 9      | 10     | 11     |
| 33     | 12     | 13     | 14     | 15     | 16     | 17     | 18     |
| 34     | 19     | 20     | 21     | 22     | 23     | 24     | 25     |
| 35     | 26     | 27     | 28     | 29     | 30     | 31     |        |

| September | September | September | September | September | September | September | September |
| Kw        | Mo        | Di        | Mi        | Do        | Fr        | Sa        | So        |
| --------- | --------- | --------- | --------- | --------- | --------- | --------- | --------- |
| 35        |           |           |           |           |           |           | 1         |
| 36        | 2         | 3         | 4         | 5         | 6         | 7         | 8         |
| 37        | 9         | 10        | 11        | 12        | 13        | 14        | 15        |
| 38        | 16        | 17        | 18        | 19        | 20        | 21        | 22        |
| 39        | 23        | 24        | 25        | 26        | 27        | 28        | 29        |
| 40        | 30        |           |           |           |           |           |           |

| Oktober | Oktober | Oktober | Oktober | Oktober | Oktober | Oktober | Oktober |
| Kw      | Mo      | Di      | Mi      | Do      | Fr      | Sa      | So      |
| ------- | ------- | ------- | ------- | ------- | ------- | ------- | ------- |
| 40      |         | 1       | 2       | 3       | 4       | 5       | 6       |
| 41      | 7       | 8       | 9       | 10      | 11      | 12      | 13      |
| 42      | 14      | 15      | 16      | 17      | 18      | 19      | 20      |
| 43      | 21      | 22      | 23      | 24      | 25      | 26      | 27      |
| 44      | 28      | 29      | 30      | 31      |         |         |         |

| November | November | November | November | November | November | November | November |
| Kw       | Mo       | Di       | Mi       | Do       | Fr       | Sa       | So       |
| -------- | -------- | -------- | -------- | -------- | -------- | -------- | -------- |
| 44       |          |          |          |          | 1        | 2        | 3        |
| 45       | 4        | 5        | 6        | 7        | 8        | 9        | 10       |
| 46       | 11       | 12       | 13       | 14       | 15       | 16       | 17       |
| 47       | 18       | 19       | 20       | 21       | 22       | 23       | 24       |
| 48       | 25       | 26       | 27       | 28       | 29       | 30       |          |

| Dezember | Dezember | Dezember | Dezember | Dezember | Dezember | Dezember | Dezember |
| Kw       | Mo       | Di       | Mi       | Do       | Fr       | Sa       | So       |
| -------- | -------- | -------- | -------- | -------- | -------- | -------- | -------- |
| 48       |          |          |          |          |          |          | 1        |
| 49       | 2        | 3        | 4        | 5        | 6        | 7        | 8        |
| 50       | 9        | 10       | 11       | 12       | 13       | 14       | 15       |
| 51       | 16       | 17       | 18       | 19       | 20       | 21       | 22       |
| 52       | 23       | 24       | 25       | 26       | 27       | 28       | 29       |
| 1        | 30       | 31       |          |          |          |          |          |

## Ereignisse

### Politik und Weltgeschehen

#### Der Krieg um Kreta

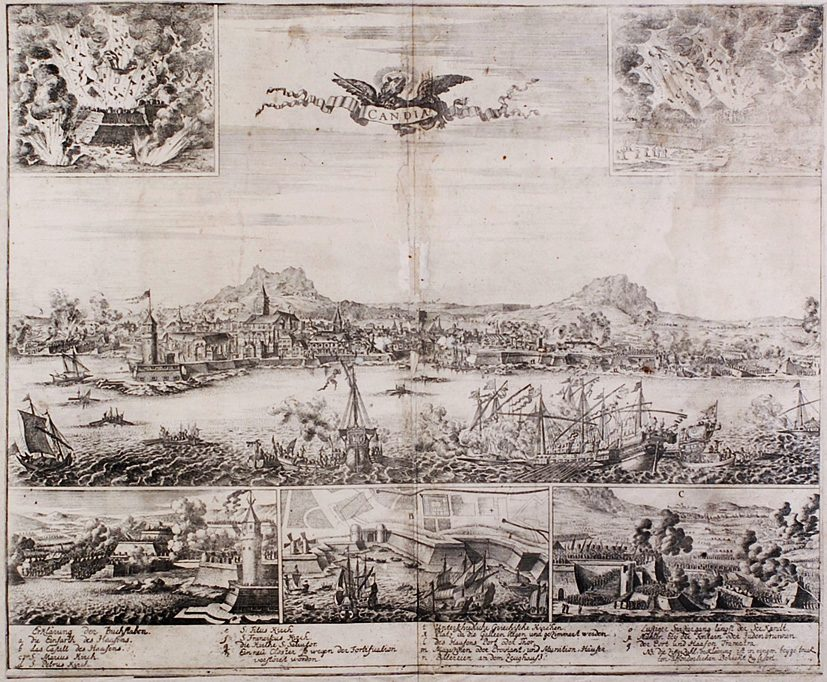
Belagerung von Candia (Urheber unbekannt)

- 25. Juni: Der Anführer der französischen Einheiten bei der Verteidigung Candias, François de Bourbon-Vendôme, duc de Beaufort, kommt bei einem nächtlichen Ausfallsversuch ums Leben. Die Franzosen ziehen ihre Einheiten daraufhin ab. Die Malteser folgen ihnen wenig später.
- 4. September: Die Besatzung von Candia unter Francesco Morosini kapituliert auf Druck ihrer eigenen Leute vor den osmanischen Belagerern unter Sultan Mehmed IV. Die Belagerung von Candia und damit der 6. Venezianische Türkenkrieg endet mit der Kapitulation und dem freien Abzug der venezianischen Truppen von der Insel Kreta. Damit endet die mit über 21 Jahren längste Belagerung der Menschheitsgeschichte. Venedig verliert beim folgenden Friedensschluss neben Kreta viele ägäische Inseln und Stützpunkte in Dalmatien an das Osmanische Reich.

#### Lübeck und die Hanse
- 9. Januar: Nach vorangegangenen Unruhen werden in Lübeck mit dem Bürgerrezess die Teilhaberechte im Verhältnis zwischen Bürgerschaft und Rat vergleichsweise festgelegt.
- 29. Mai: Niedergang der Hanse: Beim letzten Hansetag der verbliebenen Bündnisstädte in Lübeck kommen nur noch neun Delegierte aus sechs verbliebenen Hansestädten und gehen wieder auseinander, ohne irgendwelche Beschlüsse zu fassen. Vertreter Lübecks ist Johann Ritter.

#### Weitere Ereignisse in Europa
Ludwig XIV. von Frankreich lässt die Verfolgung der Hugenotten wieder aufnehmen, nachdem das Edikt von Nantes (1598) ihnen Toleranz gewährt hatte. Er verfolgt damit eine strikte Katholisierung des französischen Staates.

#### Weitere Ereignisse weltweit

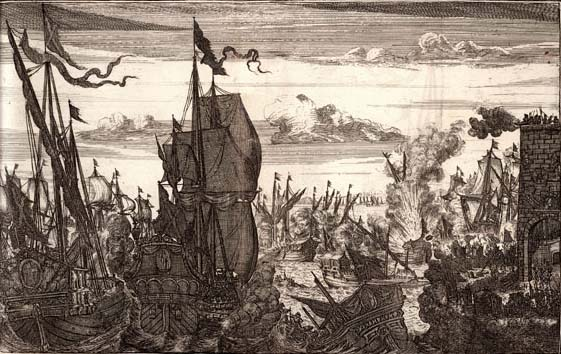
Henry Morgan zerstört die spanische Flotte vor Maracaibo

- Frühjahr: Goldenes Zeitalter der Piraterie: Henry Morgan überfällt die beiden spanischen Niederlassungen Maracaibo und Gibraltar.
- In South Carolina wird die Sklaverei Schwarzer durch den Grand Council erstmals gesetzlich verankert.

### Wissenschaft und Technik
- 23. September: Die Neoacademia Zagrabiensis, eine jesuitische Akademie, wird von Kaiser Leopold I. in seiner Eigenschaft als kroatischer König gegründet.
- 15. Oktober: Kaiser Leopold I. gründet die Universität Innsbruck als Volluniversität mit vier Fakultäten.

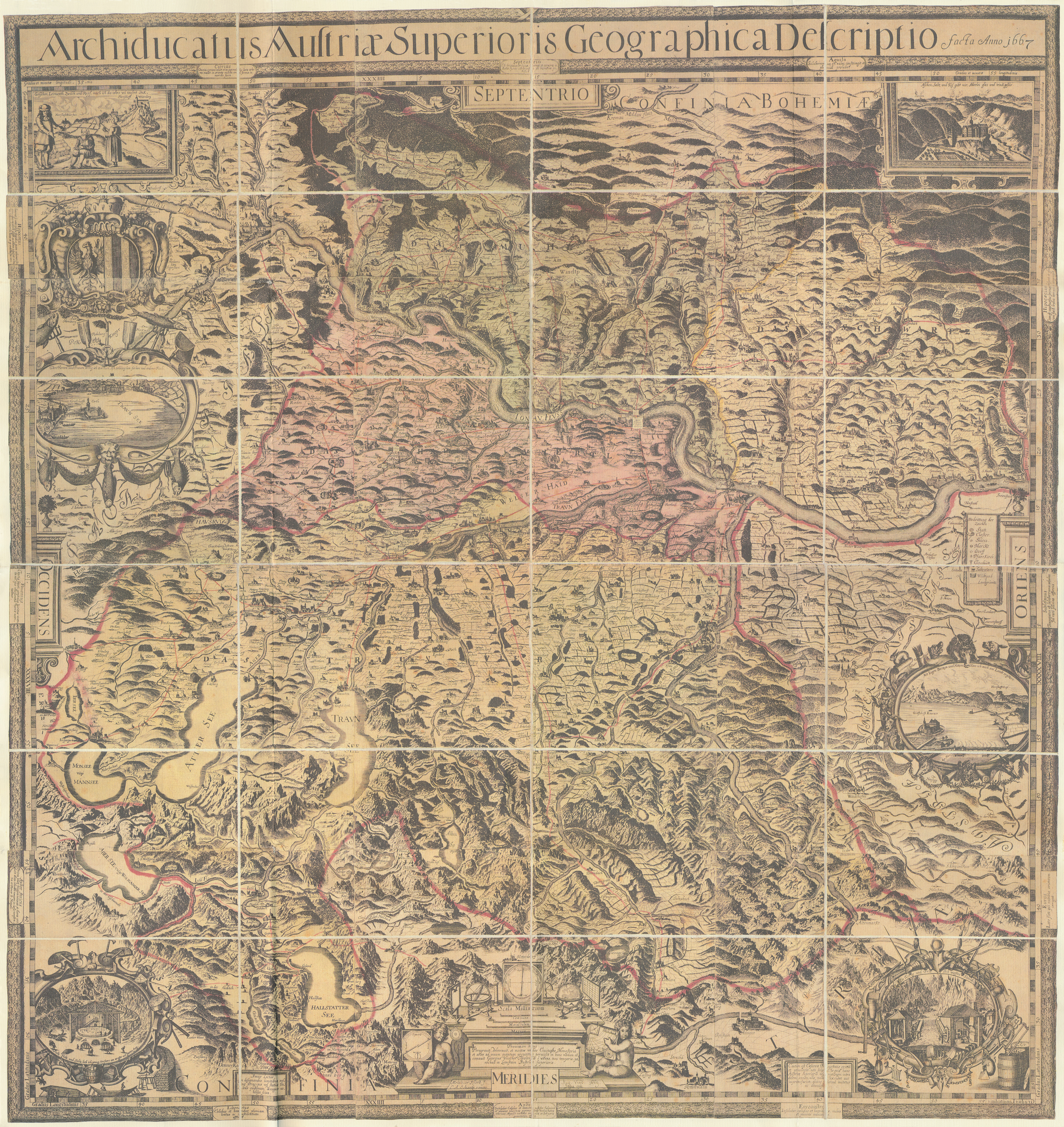
Vischers Karte

- Georg Matthäus Vischer veröffentlicht seine Archiducatus Austriae Superioris Descriptio facta Anno 1667. Diese Karte des Erzherzogtums Österreich ob der Enns bleibt ein Jahrhundert lang maßgeblich.
- Isaac Newton wird als Nachfolger von Isaac Barrow Professor auf dem Lucasischen Lehrstuhl am Trinity College der Universität Cambridge.
- Der deutsche Apotheker und Alchemist Hennig Brand entdeckt auf der Suche nach dem „Stein der Weisen“ das Phosphor, als er Urin bis zur Trocknung eindampft.
- Gilles Personne de Roberval erfindet die Tafelwaage.

### Kultur
- 6. Oktober: Die Balletkomödie Monsieur de Pourceaugnac von Molière mit Musik von Jean-Baptiste Lully wird mit der Choreographie von Pierre Beauchamp im Schloss Chambord vor König Ludwig XIV. und seinem Hofstaat uraufgeführt. Die öffentliche Erstaufführung findet am 15. November im Palais Royal in Paris statt.
- 13. Dezember: Die Tragödie Britannicus von Jean Racine hat ihre Uraufführung im Hôtel de Bourgogne in Paris. Das Stück besteht aus 1768 Alexandrinern. Der Autor hat es dem Herzog von Chevreuse gewidmet.
- Fertigstellung des Kronprinzenpalais in Berlin
- Der indische Dichter Bidil befasst sich in seinem persischsprachigen Werk Ṭalasm-i ḫayrat (Der Talisman der guten Tat) mit dem Wesen Gottes, dem Schöpfungsplan und der Existenz des Menschen.

### Gesellschaft

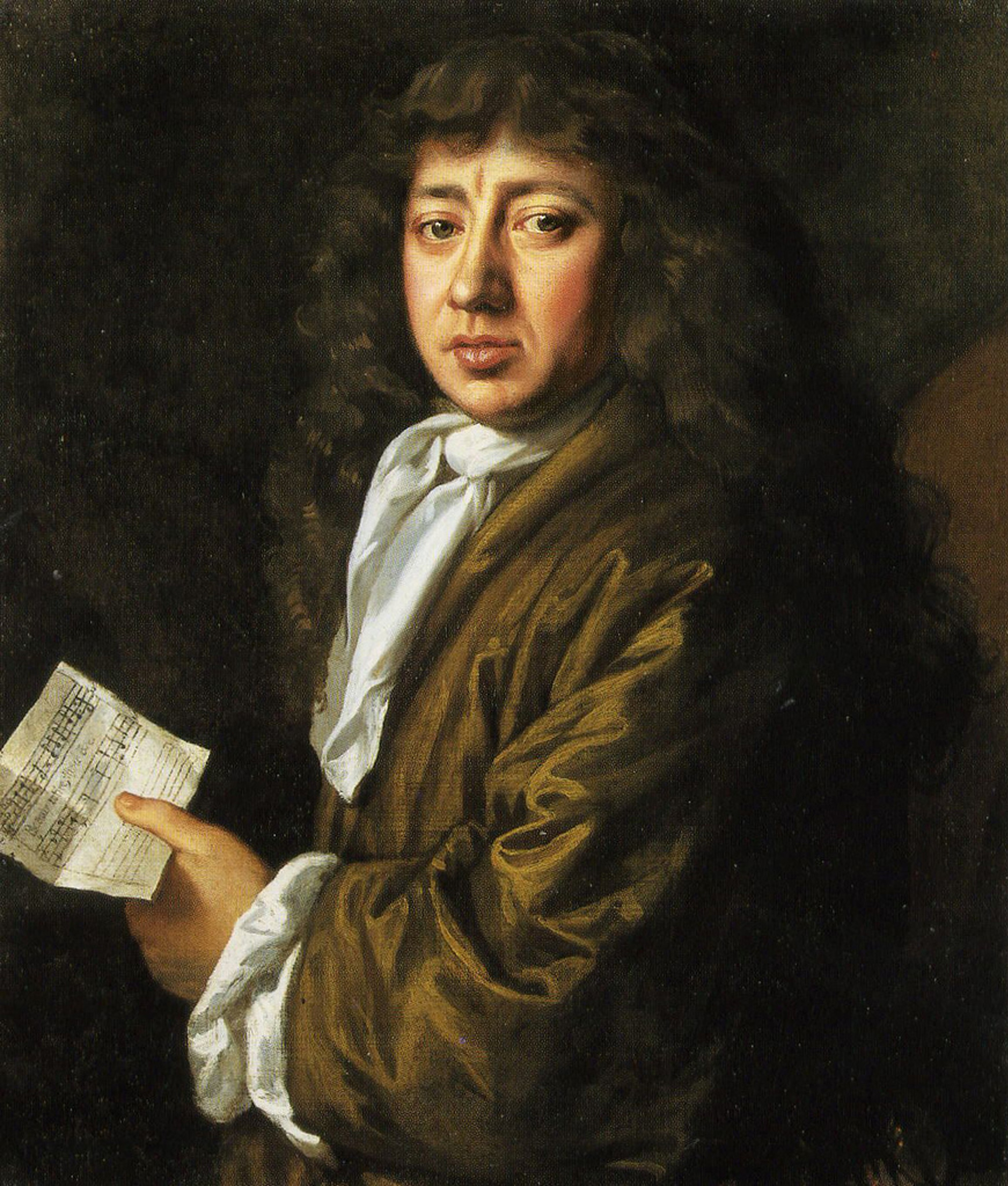
Samuel Pepys 1669

- 31. Mai: Wegen seiner nachlassenden Sehkraft macht Samuel Pepys, als Secretary of the Admiralty ein hoher Beamter im britischen Schatz- und Flottenamt, den letzten Eintrag in seinem Tagebuch.

### Religion
- 2. Februar: Im Streit um den Jansenismus verordnet Papst Clemens IX. mit einem Breve einen temporären Frieden, die Pax Clementina.
- 6. Juli: Mit einem Motu proprio richtet Clemens IX. eine neue Kongregation für Ablässe und Reliquien ein.
- 17. Juni: Papst Clemens reorganisiert die Aufgaben der Missionare.
- 20. Dezember: Nach dem Tod von Papst Clemens IX. am 9. Dezember beginnt das Konklave zur Wahl seines Nachfolgers, der jedoch bis Ende des Jahres noch nicht gefunden ist.

### Katastrophen

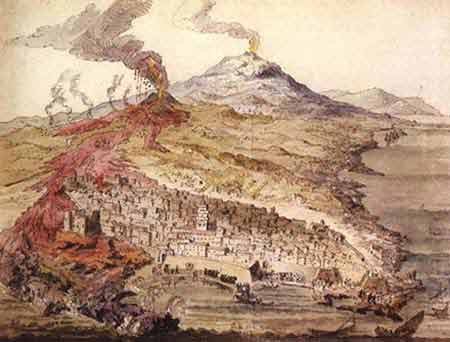
Die Eruption des Aetna 1669

- 8. März: Der Vulkan Ätna bricht aus. Die Eruption wird bis zum 11. Juli anhalten und als historisch größte angesehen. Die Stadt Catania wird teilweise, einige Dörfer werden vollständig von Lavamassen zerstört.
- 11. März: Aus dem Ätna quellen gewaltige Lavamassen hervor, die zuerst das Dorf Guardia vernichten und zu einer Bedrohung weiterer Orte werden.
- 16. Juli: In Salzburg kostet ein Felssturz des Mönchsbergs in die Gstättengasse 230 Menschen das Leben und zerstört unter anderem die Markuskirche.

## Historische Karten und Ansichten

Setúbal anno 1669

## Geboren

### Erstes Halbjahr
- 20. Januar: Susanna Wesley, englische Pfarrfrau und Mutter von John Wesley und Charles Wesley († 1742)
- 02. Februar: Louis Marchand, französischer Organist und Cembalist († 1732)
- 03. Februar: Kada no Azumamaro, japanischer shintoistischer Gelehrter und Dichter († 1736)
- 04. Februar: Raymund Ferdinand von Rabatta, Fürstbischof von Passau († 1722)
- 06. März: Georg Theodor Barthold, deutscher Mediziner († 1713)
- 07. März: Aloys Thomas Raimund von Harrach, österreichischer Staatsmann und Diplomat († 1742)
- 07. März: Isaak Steiger, Schultheiss von Bern († 1749)
- 24. März: Ubaldo Ricci, italienischer Maler († 1732)
- 05. April: Christian Nicolaus von Linger, preußischer General der Artillerie († 1755)
- 25. April: Georg von Hessen-Darmstadt, Vizekönig von Katalonien († 1705)
- 28. April: Aurora Sanseverino, italienische Adlige, Dichterin und Kunstmäzenin († 1726)
- 05. Mai: Friederike Elisabeth von Sachsen-Eisenach, Herzogin von Sachsen-Weißenfels († 1730)
- 15. Mai: Johann Franz Born, deutscher Stifter, Ratsherr und Domherr († 1732)
- 19. Mai: Philipp Wilhelm, Markgraf von Brandenburg-Schwedt und Statthalter von Magdeburg († 1711)
- 20. Mai: Thomas Haffenecker, Tiroler Baumeister des Barocks († 1730)
- 23. Mai: Johann August von Elterlein, deutscher frühkapitalistischer Unternehmer († 1725)
- 18. Juni: Maria Maddalena Musi, genannt „la Mignatta“, italienische Opernsängerin (Sopran) († 1751)
- 28. Juni: Lebrecht, Fürst von Anhalt-Bernburg-Schaumburg-Hoym († 1727)

### Zweites Halbjahr
- 11. August: Johann Zacharias Grundig, deutscher Lehrer und Sänger, Kreuzkantor in Dresden († 1720)
- 27. August: Anne Marie d’Orléans, Königin von Sizilien und Sardinien († 1728)
- 13. September: Johann Christopher Jauch, deutscher Theologe und Barockdichter († 1725)
- 19. September: Henriette Christine von Braunschweig-Wolfenbüttel, Äbtissin des Stiftes Gandersheim († 1753)
- 09. Oktober: Gisela Agnes von Rath, Fürstin von Anhalt-Köthen († 1740)
- 18. Oktober: Ludwig Christof Schefer, Pietist, reformierter Pfarrer und Inspektor in Berleburg († 1731)
- 20. Oktober: Johann Nikolaus Bach, deutscher Komponist († 1753)
- 24. Oktober: Johann Joseph Seyler, deutscher Pädagoge und evangelischer Theologe († 1719)
- 25. Oktober: Martin Chladni, ungarischer lutherischer Theologe († 1725)
- 04. November: Johann Balthasar Beyschlag, deutscher evangelischer Theologe und Kirchenliedkomponist († 1717)
- 05. November: Leonhard Christoph Sturm, deutscher Schriftsteller, Architekturtheoretiker und Baumeister († 1719)
- 16. November: Joseph Talcott, britischer Kolonialbeamter und Gouverneur der Colony of Connecticut († 1741)
- 27. November: Karol Stanisław Radziwiłł, Großkanzler von Litauen († 1719)
- 06. Dezember: Bogislaw Friedrich von Dönhoff, preußischer Generalmajor († 1742)
- 12. Dezember: Urban Gottfried Siber, deutscher evangelischer Theologe († 1741)
- 17. Dezember: Friedrich Wilhelm von Dossow, preußischer Generalfeldmarschall, Gouverneur von Wesel († 1758)
- 20. Dezember: Charlotte Marie von Sachsen-Jena, Herzogin von Sachsen-Weimar († 1703)

### Genaues Geburtsdatum unbekannt
- Johann Konrad Ammann, Schweizer Arzt und Gehörlosenpädagoge († 1724)
- Edward Jeffreys, britischer Politiker († 1725)

## Gestorben

### Erstes Halbjahr
- 25. Januar: Michael Lechleitner, Tiroler Bildhauer (* um 1611)
- 26. Januar: Emmerich von Stall, Franziskanereremit, Priester und Alchemist (um 1610)
- 27. Januar: Gaspar de Crayer, flämischer Maler (* 1584)
- 01. Februar: Abraham Crijnssen, niederländischer Eroberer und Gouverneur von Suriname
- 10. Februar: Johann Heinrich Waser, Bürgermeister von Zürich (* 1600)
- 23. Februar: Lieuwe van Aitzema, niederländischer Historiker, Diplomat, Bonvivant, Schürzenjäger und Spion (* 1600)
- 02. oder 3. März: Marija Iljinitschna Miloslawskaja, erste Ehefrau des Zaren Alexei I. von Russland (* 1624)
- 10. März: John Denham, irischer Dichter (* 1615)
- 31. März: Johann Peter Lotichius, deutscher Humanist, Mediziner, Poet und Historiograph (* 1598)
- 04. April: Johann Michael Moscherosch, deutscher Staatsmann, Satiriker und Pädagoge (* 1601)
- 22. April: Friedrich Wilhelm II., Herzog von Sachsen-Altenburg (* 1603)
- 15. Mai: Margareta Brahe, schwedische Gräfin und Prinzessin von Hessen-Homburg (* 1603)
- 16. Mai: Pietro da Cortona, bedeutender Baumeister und Maler des programmatischen, römischen Hochbarocks (* 1596)
- 22. Mai: Johann Martin zu Stolberg, Graf von Stolberg (* 1594)
- 10. Juni: Konrad Post, evangelischer Geistlicher (* 1613)
- 25. Juni: François de Bourbon-Vendôme, Herzog von Beaufort, Pair von Frankreich (* 1616)
- 26. Juni: Hieronymus Müller von Berneck, deutscher Unternehmer (* 1598)

### Zweites Halbjahr
- 12. oder 16. Juli: Heinrich Siegel, deutscher frühkapitalistischer Unternehmer (* 1612)
- 29. Juli: Christopher Simpson, englischer Komponist und Gambenspieler (* um 1605)
- 29. Juli: Josias von Waldeck, braunschweig-lüneburgischer Generalmajor (* 1636)
- 31. Juli: Antonius Paris, lothringischer Glockengießer (* 1614/1615)
- 12. August: Louis I. de Bourbon, Herzog von Vendôme und Kardinal (* 1612)
- 17. August: Ascanius Pflaume, Bürgermeister von Aschersleben (* 1605)
- 05. September: Florentius Schuyl, niederländischer Mediziner und Botaniker (* 1619)
- 10. September: Henrietta Maria von Frankreich, Königin von England, Schottland und Irland (* 1609)

Epitaph Rembrandts in der Westerkerk in Amsterdam

- 04. Oktober: Rembrandt van Rijn, niederländischer Maler (* 1606)
- 14. Oktober: Antonio Cesti, italienischer Komponist und Kapellmeister (* 1623)
- 14. Oktober: Domenico Fiasella, italienischer Maler (* 1589)
- nach dem 14. Oktober: Thomas Thynne, englischer Adeliger und Politiker (* um 1610)
- 19. Oktober: Michele Pace, italienischer Maler (* 1625)
- 20. Oktober: Olivier Perrot, Schweizer evangelischer Geistlicher (* 1598)
- 24. Oktober: Margarethe Rockemann, Opfer der Hexenprozesse in Minden (* 1609/19)
- 28. Oktober: Heinrich Langenbeck, deutscher Politiker in Diensten mehrerer welfischer Herzöge (* 1603)
- 04. November: Ferdinand Maximilian von Baden-Baden, badischer Thronfolger (* 1625)
- 05. November: Johannes Coccejus, protestantischer Theologe, einer der Hauptvertreter der Föderaltheologie (* 1603)
- 07. November: Lebrecht, Fürst von Anhalt-Köthen (* 1622)
- 09. Dezember: Giulio Rospiglios, unter dem Namen Clemens IX. Papst (* 1600)
- 11. Dezember: Anna Maria, Herzogin zu Mecklenburg (* 1627)
- 24. Dezember: Johann Quistorp der Jüngere, deutscher Theologieprofessor, Rektor der Universität Rostock (* 1624)
- 25. Dezember: Giovanni Andrea De Ferrari, italienischer Maler (* ca. 1598)
- 25. Dezember: Georg Wilhelm von Pfalz-Zweibrücken-Birkenfeld, Pfalzgraf und Herzog von Zweibrücken-Birkenfeld (* 1591)
- 29. Dezember: Jacob Schedlich, deutsch-böhmischer Orgelbauer (* 1591)
- 31. Dezember: Bogusław Radziwiłł, litauischer Magnat, brandenburgischer Statthalter im Herzogtum Preußen (* 1620)

### Genaues Todesdatum unbekannt
- Juan Antonio Escalante, spanischer Maler (* 1633)